# L'origine del mondo (film 2024)
L'origine del mondo è un film del 2024 diretto da Rossella Inglese al suo esordio alla regia.

## Trama
Eva è una ragazza di 19 anni mentre Bruno è un uomo francese di 45. Due persone che non si conoscono e che si incontrano quando Eva causa involontariamente un incidente dove muore la moglie di Bruno.

## Distribuzione
Il film è stato presentato in anteprima mondiale alla Festa del Cinema di Roma 2024 nella sezione "Alice nella città" il 25 ottobre 2024 ed è stato distribuito nelle sale cinematografiche italiane da Europictures per tre giorni dal 5 al 7 maggio 2025.